# Rhinocricus virgatus
Rhinocricus virgatus är en mångfotingart som beskrevs av Carl Graf Attems 1897. Rhinocricus virgatus ingår i släktet Rhinocricus och familjen Rhinocricidae. Inga underarter finns listade i Catalogue of Life.